# Rhacophorus zhoukaiyae
Rhacophorus zhoukaiyae é uma espécie de anfíbio anuro da família Rhacophoridae. O seu estado de conservação ainda não foi avaliado pela Lista Vermelha da UICN. Está presente na China.